# Uniforme Mao

Chaqueta maoísta

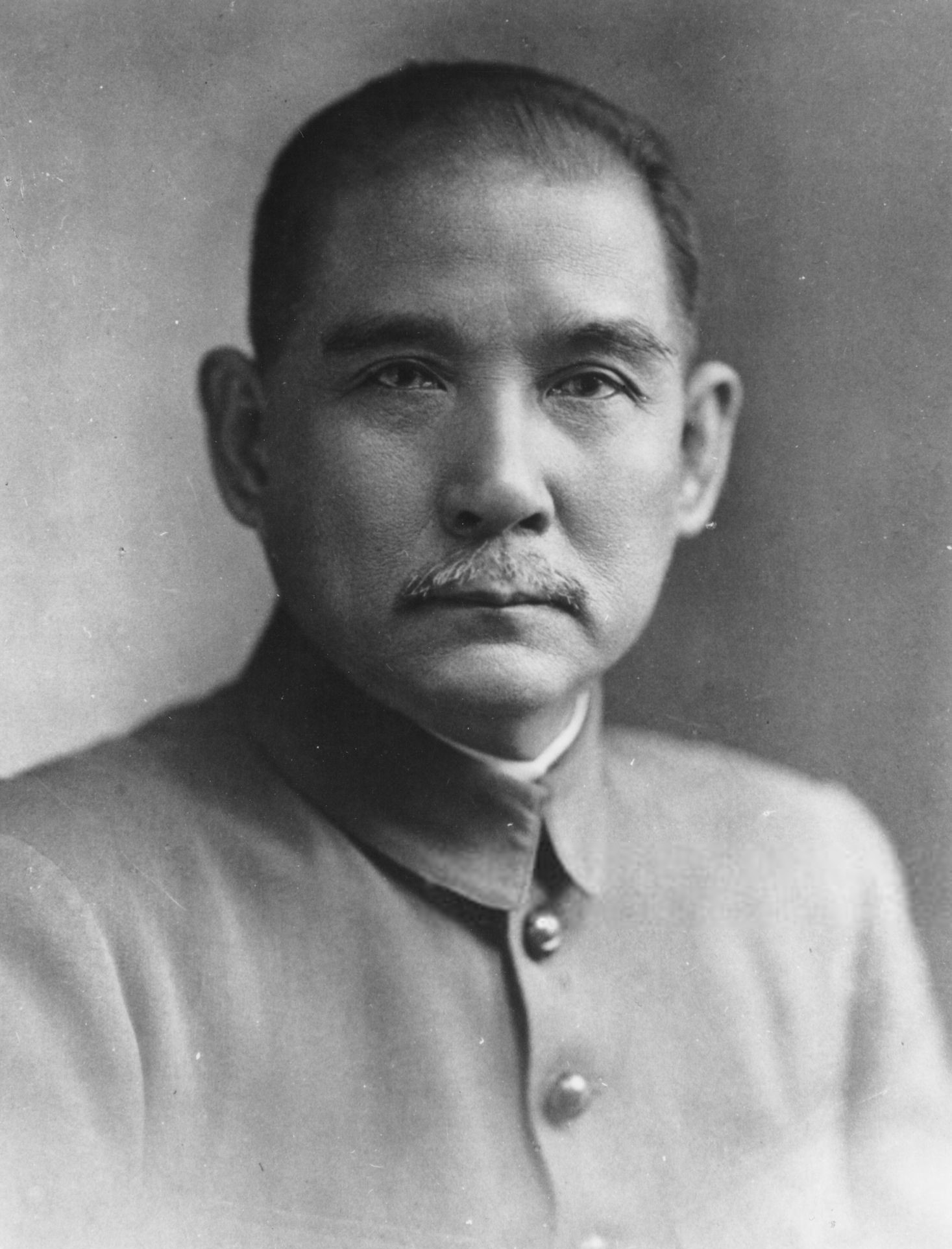
Sun Yat-sen con su traje.

El uniforme Mao, traje Mao o chaqueta maoísta (en chino, 中山装 o zhongshan zhuang: traje de túnica china), es el uniforme chino que popularizó el fundador de la República de la China, Sun Yat-sen, aunque se asocia normalmente con Mao Zedong, fundador de la actual República Popular China; fue utilizado por el ejército chino y también como traje oficial entre el funcionariado. Durante la década de 1930, se extendió a nivel internacional llegando a tener una cierta popularidad en Europa, sobre todo en la antigua Unión Soviética. Hoy en día este uniforme se utiliza como traje de gala en ocasiones de gran solemnidad.

Chica china con uniforme Mao

## Descripción
La chaqueta va abrochada con una línea vertical de botones (en número variable), tiene cuatro bolsillos abrochados con botón y una rendija en el bolsillo superior izquierda para la pluma. El material comúnmente utilizado era la lona, un tejido barato. Los colores más comunes eran el azul o el verde, pero también los había que color gris o a veces beige (uno poco anaranjado); actualmente los uniformes de gala suelen ser de un tejido de alta calidad, como la seda, de color negro e incluso, se ha llegado a llevar combinado con botas de montar.

## Historia
De una forma efectiva, fue con el establecimiento de la República de la China, en la Academia Militar de Whampoa, cuando las «chaquetas «zhongshan» se empezaron a utilizar imitando las chaquetas de los cadetes de las academias militares de Prusia.
Una vez se hubo convertido en sinónimo de occidentalización y progreso, la chaqueta experimentó una enorme difusión, llegando a ser un traje muy hegemónico entre la población durante el periodo de la Gran Revolución Cultural. En los años sesenta y setenta, el traje Mao se puso de moda entre los socialistas e intelectuales de Europa occidental, Australia y Nueva Zelanda. Con el aperturismo auspiciado por Den Xiaoping el traje Mao cae en desuso.

## Símbolo de soberanía nacional
El traje Mao se lleva en las ceremonias más formales como símbolo de la soberanía nacional. Los jefes importantes de la República Popular China siempre llevan trajes Mao para desfiles militares en Pekín, a pesar de que el vicepresidente y otros responsables del Politburó chino utilizan trajes de negocio occidentales. Es habitual que los líderes chinos lleven los trajes Mao cuando asisten a las cenas de estado. En estas ocasiones, el traje Mao sirve como forma de traje de etiqueta, equivalente a un uniforme militar para un monarca o un esmoquin para un presidente.
El traje Mao también sirve como uniforme diplomático. Aunque los embajadores chinos suelen llevar trajes de negocio occidentales, muchos embajadores chinos deciden usar un traje Mao cuando presentan sus credenciales al jefe del Estado del país donde han sido destinados. La ceremonia de presentación simboliza el reconocimiento diplomático que existe entre los dos países, de forma que comporta un mayor nivel de formalidad que otras reuniones diplomáticas.

## Influencia
Kim Jong-il, que murió en 2011, llevaba normalmente un uniforme Mao antes de los años noventa. En la década de 1990, todavía aparecía a menudo con un uniforme Mao de color caqui, pero, en los años posteriores, aparte de las reuniones formales con jefes de Estado rusos y chinos, la aparición de Kim Jong-il vestido con el zhongshan pasó a ser muy poco frecuente. A pesar de ello, Kim Jong-un, el heredero de Kim Jong-il, suele aparecer en público con un "uniforme Mao de gala" de color negro, destacándose cómo "heredero de la tradición revolucionaria".

## Galería

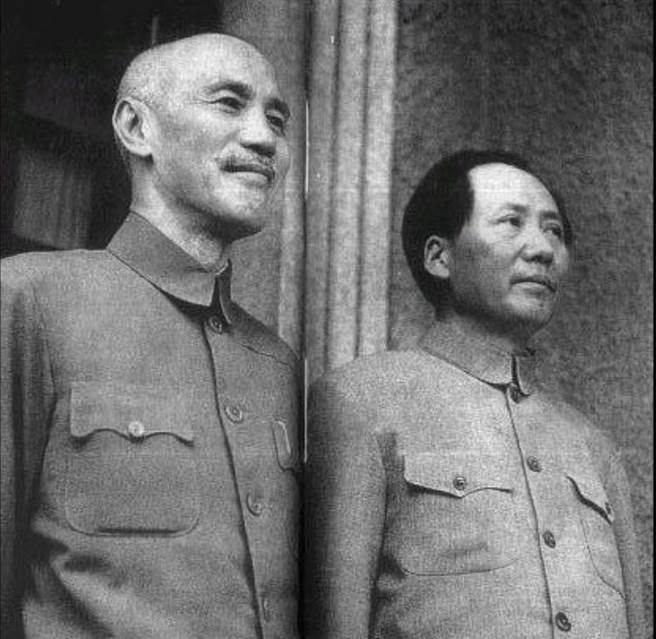
Chiang Kai-shek y Mao
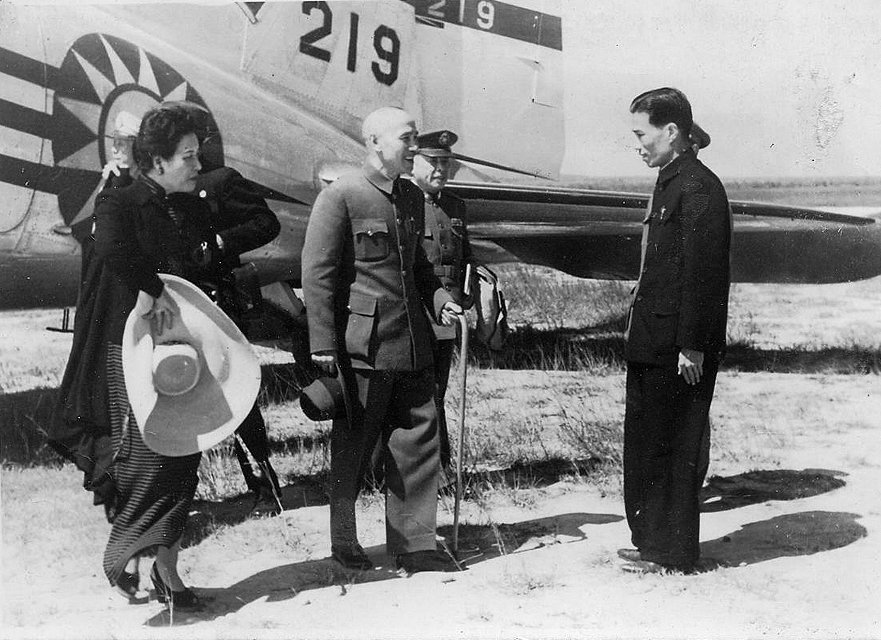
Chiang Kai-shek en una inspección en Taiwán el 1946
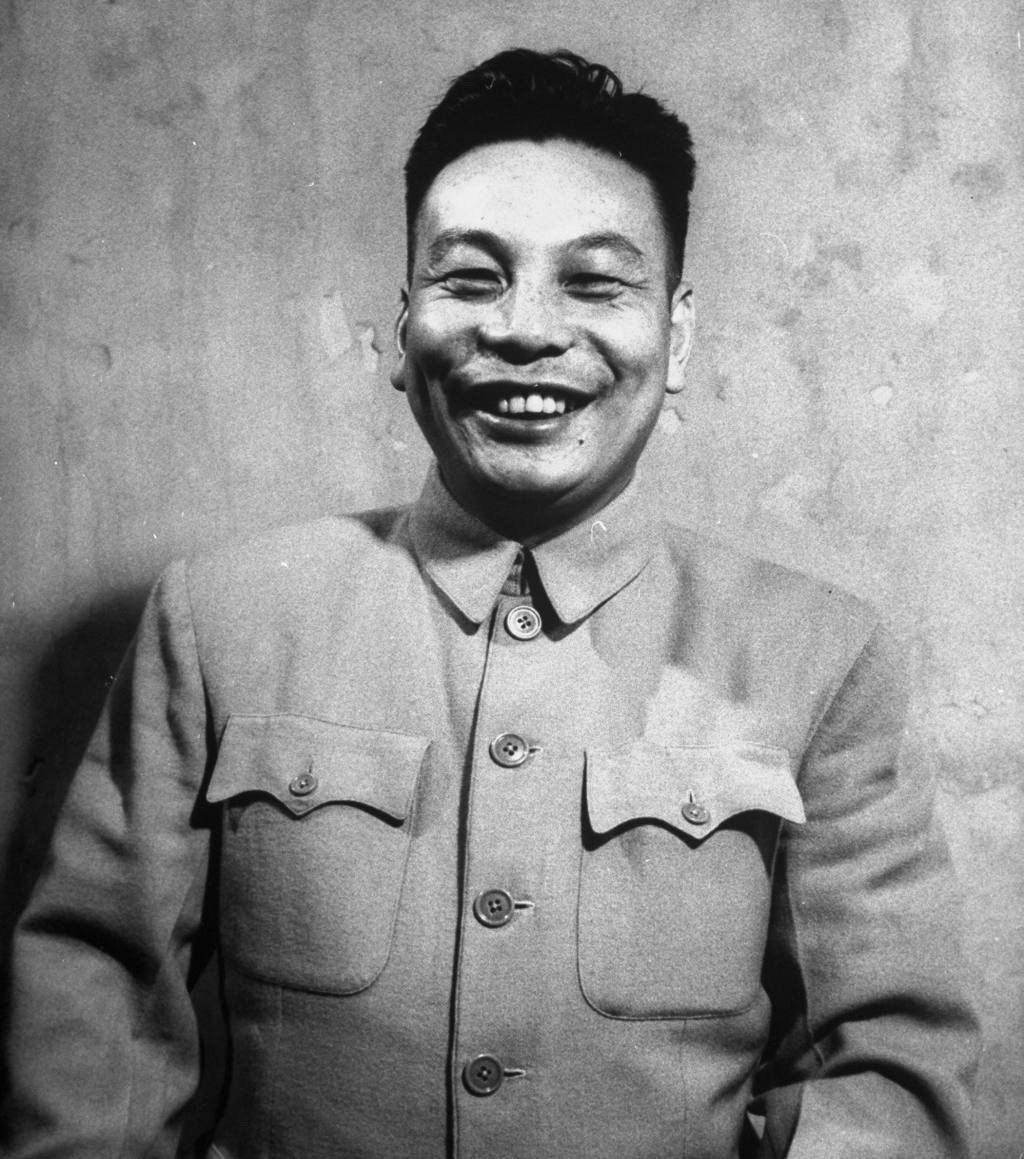
Jiang Jingguo
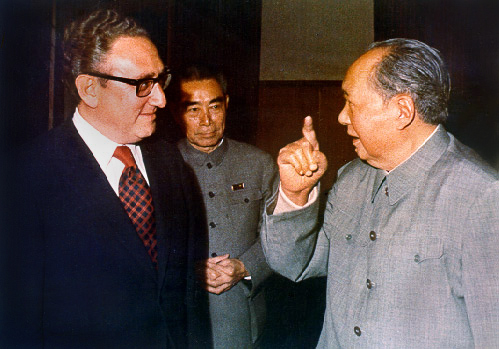
Kissinger, Zhou Enlai y Mao Zedong
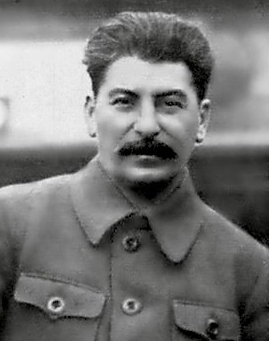
Iósif Stalin, líder de la Unión Soviética
Kim Il-sung, presidente de la República Popular Democrática de Corea
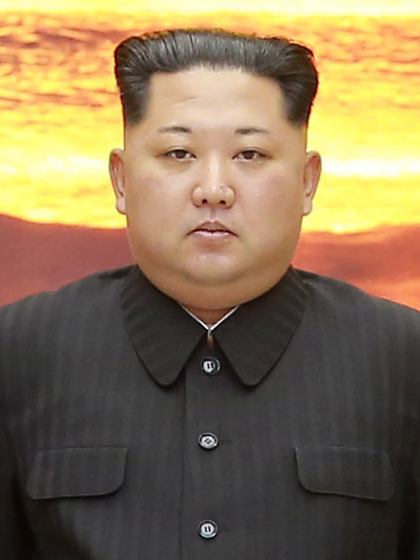
Kim Jong-un, presidente de la República Popular Democràtica de Corea
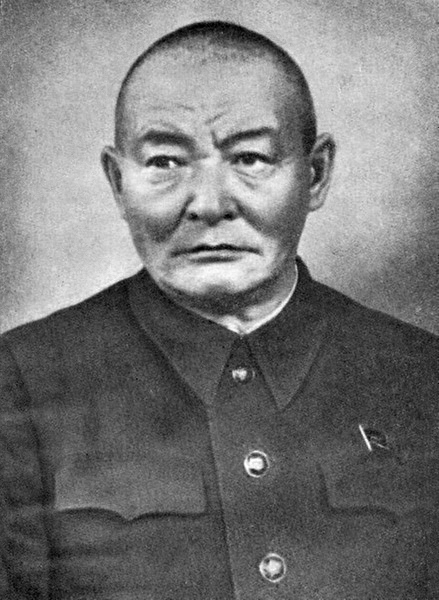
Horloogiyn Choybalsan, líder de la República Popular de Mongolia
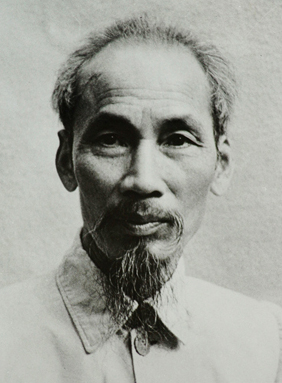
Ho Chi-Minh, presidente del Partido Comunista de Vietnam
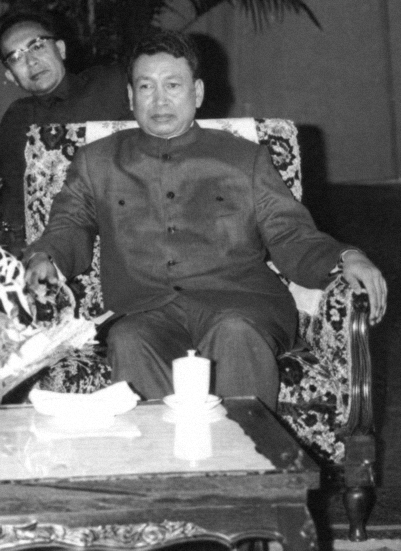
Pol Pot, primer ministro de Camboya
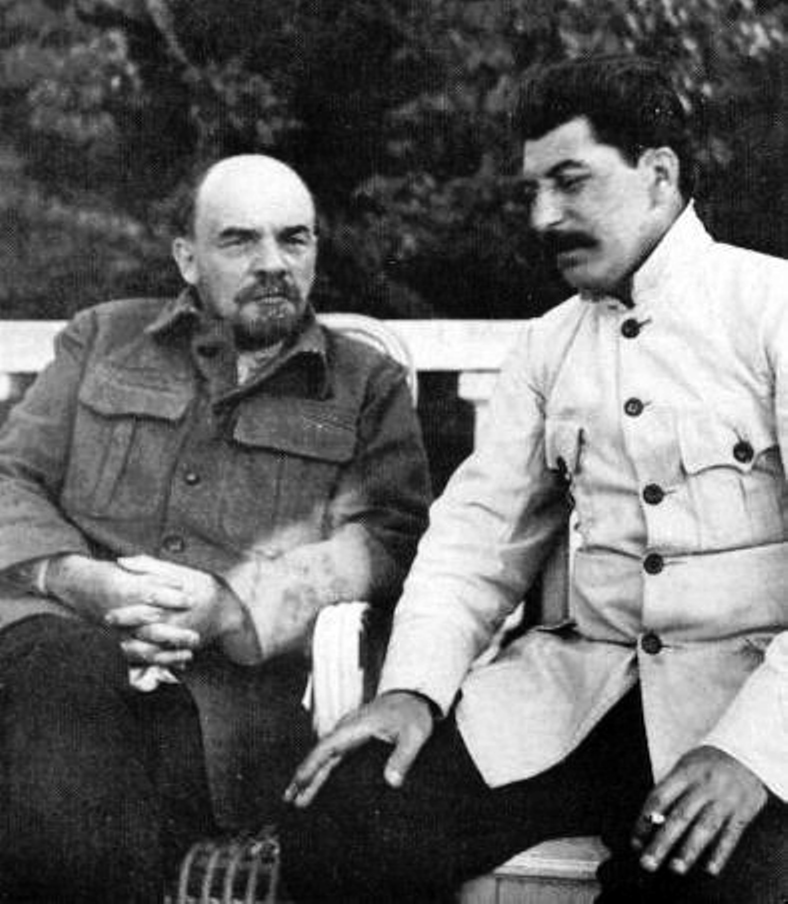
Lenin y Stalin
Soldados chinos
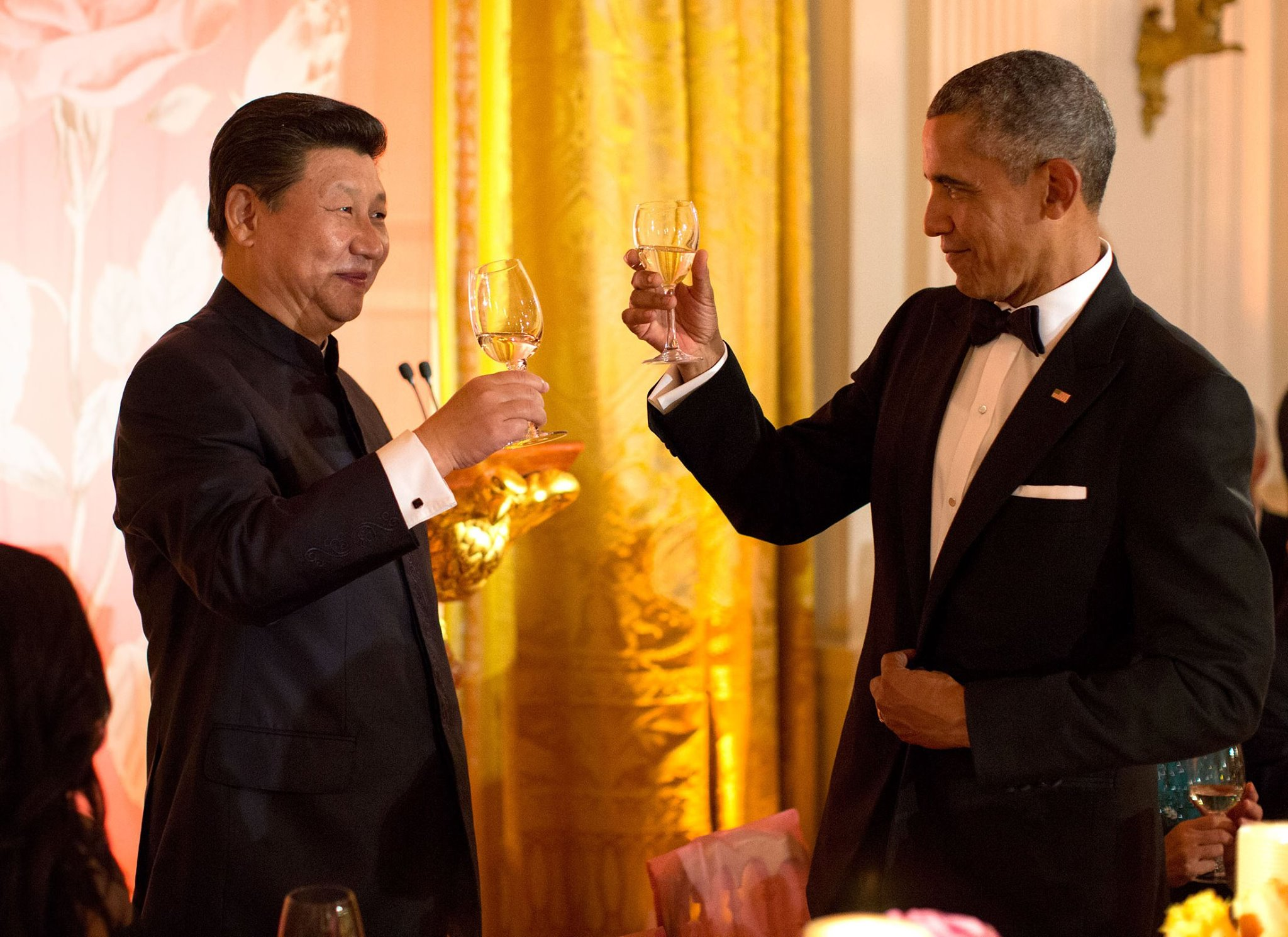
Xi Jinping con Barack Obama